# Ключник Лев Іванович
Лев Іванович Ключник (нар. 5 березня 1908, шахтарське селище біля міста Лисичанська, тепер Луганської області — загинув 23 червня 1972, тепер Російська Федерація) — радянський партійний діяч, журналіст, секретар Київського міського, Миколаївського та Запорізького обласних комітетів КП(б)У із пропаганди, в.о. начальника Управління пропаганди і агітації ЦК КП(б)У.

## Біографія
Народився в родині робітника. Трудову діяльність розпочав у юнацькому віці на шахтах Донбасу.
З 1927 року — на комсомольській роботі.
Член ВКП(б) з 1928 року.
Навчався на робітничому факультеті в Москві. У 1933 році за мобілізацією ЦК ВКП(б) направлений для проведення колективізації на Північний Кавказ, де з 1933 по 1936 рік працював заступником начальника політичного відділу радгоспу.
У 1936—1938 роках — студент історико-партійного Інституту червоної професури в Москві.
З 1938 року — на партійній роботі, працював завідувачем відділів обласних комітетів КП(б)У.
У квітні 1944 — 1946 року — секретар Запорізького обласного комітету КП(б)У із пропаганди та агітації.
У 1946—1947 роках — секретар Київського міського комітету КП(б)У із пропаганди та агітації.
У вересні 1947 — березні 1948 року — 1-й заступник, в.о. начальника Управління пропаганди і агітації ЦК КП(б)У. 
У березні 1948—1950 роках — секретар Миколаївського обласного комітету КП(б)У із пропаганди та агітації.
У 1950—1953 роках — слухач Вищої партійної школи при ЦК ВКП(б).
У 1953—1957 роках — на викладацькій роботі.
У 1957—1972 роках — у редакції журналу «Вопросы истории КПСС», завідувач відділу наукового життя і документальних публікацій.
Трагічно загинув 23 червня 1972 року.

## Основні праці
- Ключник Л., Зав'ялов Б. Г. І. Петровський. Москва, 1970
- Гуревич С., Ключник Л. Над чим працюють історики КПРС. Москва: «Знание», 1963

## Нагороди
- орден Трудового Червоного Прапора (23.01.1948,)
- медалі
- заслужений працівник культури Російської РФСР